# Itatiaia cleistopetala
Itatiaia cleistopetala är en tvåhjärtbladig växtart som beskrevs av Ernst Heinrich Georg Ule. Itatiaia cleistopetala ingår i släktet Itatiaia och familjen Melastomataceae. Inga underarter finns listade i Catalogue of Life.